# Penutische talen

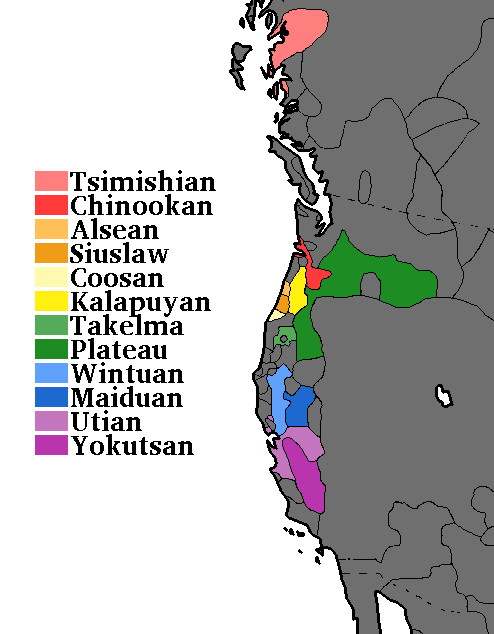
De Penutische talen in recente hypotheses

De Penutische talen zijn een voorgestelde superfamilie die verschillende indiaanse taalfamilies uit het westen van Noord-Amerika zou omvatten. De reconstructie van de verwantschap tussen de betrokken talen wordt bemoeilijkt doordat velen uitgestorven of ernstig bedreigd zijn, en door de grote tijdsdiepte. Op basis van archeologisch onderzoek is verondersteld dat alleen al de tak van de Yok-Utitalen zo oud is als het Indo-Europees, en de Klamath lijken al 7000 jaar op hun huidige locatie te wonen.

## Geschiedenis
De oorspronkelijke hypothese uit 1913 omvatte vijf taalfamilies uit Californië:
1. Maidutalen
2. Miwoktalen
3. Ohlonetalen
4. Wintutalen
5. Yokutstalen

In 1916 breidde Edward Sapir de hypothese uit met de Oregon-Penutische talen, een zustergroep van de oorspronkelijke Californische Penutische talen. De Oregongroep omvatte de Coostalen en de isolaten Siuslaw en Takelma. Tegen 1921 hadden Sapir en Leo Frachtenberg de Oregongroep uitgebreid met Alsea en de Kalapuyatalen, en de Chinook- en Tsimshiantalen als derde en vierde tak van de Penutische talen toegevoegd.
In 1929 had Sapir nog twee groepen toegevoegd. De Plateau-Penutische talen (Klamath-Modoc, Waiilatpuan (Cayuse en Molala) en Sahaptisch) en de Mexicaanse Penutische talen (Mixe-Zoquetalen en Huave). In 1929 telde de voorgestelde Penutische familie dus zes takken:
1. Californisch Penutisch
2. Oregon-Penutisch
3. Chinook
4. Tsimshian
5. Plateau-Penutisch
6. Mexicaans Penutisch

Tegen het midden van de twintigste eeuw werd geopperd dat de overeenkomsten tussen de Penutische talen het gevolg konden zijn van langdurig contact (een zgen. sprachbund) en niet hoefden te wijzen op een gemeenschappelijke voorouder.

## Huidige situatie
De Mexicaanse en Californische groep worden tegenwoordig niet meer als geldige subgroepen van Penutisch gezien. Mexicaans Penutisch wordt niet meer als verwant beschouwd en de talen die eerst onder Californisch Penutisch werden geschaard worden nu in andere subgroepen ingedeeld.  Plateau-Penutisch, Oregon-Penutisch en Yok-Uti (Yokuts, Miwok en Ohlone) worden wel steeds meer als valide subgroepen gezien, hoewel de Penutische hypothese nog verre van bewezen is.
Scott De Lancey suggereerde de volgende indeling:
- Maritiem Penutisch
  - Tsimshian
  - Chinook
  - Oregonkust-Penutisch
    - Alsea
    - Siuslaw
    - Coos
- Binnenland-Penutisch
  - Yok-Uti (uit het Grote Bekken)
    - Uti (Miwoktalen & Ohlonetalen)
    - Yokuts

  - Maidutalen (uit het Grote Bekken of Oregon)
  - Plateau-Penutisch
    - Sahaptisch
    - Molala
    - Klamath

Takelma, Kalapuya en de Wintutalen ontbreken in dit overzicht, maar worden nog wel vaak als deel van de Penutische familie gezien, doorgaans binnen de Oregon-Penutische tak. Van Cayuse, onderdeel van Sapirs Plateau-Penutische talen in 1929, is te weinig bekend om de relatie met andere talen goed te onderzoeken.

## Vergelijking[5]
|       | Coast Miwok (Utisch)  | Choynimni (Yokuts) | Maidu (Maidutalen) | Klamath (Plateau) | Tsimshian | Wintu (Wintutalen) | Chinook (Chinooktalen) |
| ----- | --------------------- | ------------------ | ------------------ | ----------------- | --------- | ------------------ | ---------------------- |
| Een   | Kenne                 | Yet                | Wiiti              | Ńaas              | K'üül     | K'ete·t            | Ixt                    |
| Twee  | Osha                  | Punuy              | Pēne               | Laap              | Gu'pḻ     | Pa·l               | Môkst                  |
| Man   | Nana (Centraal Miwok) | Kouteun            | Maidüm             | Hiswaqs           | Yuuta     | Wi·ta              | Łkwalipx               |
| Water | Liwa                  | Idik               | Momim              | 'Ambo             | Aks       | Me·m               | Łtsuq                  |

## Verwantschap met andere taalfamilies
De taalkundige Benjamin Lee Whorf stelde een macro-Penutische familie voor die naast de genoemde Noord-Amerikaanse talen uit Midden-Amerika de Mixe-Zoquetalen, Huave, Totonaaks, de Mayatalen en de Uto-Azteekse talen zou omvatten. Mixe-Zoque, Huave en Totonaaks komen vaak voor in macro-Penutische hypotheses, en ook Mayatalen zijn vaker aan de Penutische talen gelinkt. Whorfs opname van de Uto-Azteekse talen was echter nieuw.
In de familie van de Amerindische talen zoals voorgesteld door Joseph Greenberg en Merritt Ruhlen bestaat de Penutische taalfamilie uit acht subgroepen: Tsimshian, Chinook, Oregon-Penutisch, Californisch Penutisch, Plateau-Penutisch, Zuni, Mexicaans Penutisch (Mixe-Zoque, Huave, Totonaaks en Maya) en uit de eveneens hypothetische familie van de Golftalen. Samen met de Hokantalen is het als Penutisch-Hokan een van de drie subgroepen van Noord-Centraal-Amerindisch, op haar beurt een van de twee subgroepen van Amerindisch.